# Hoplitis minuta
Hoplitis minuta är en biart som beskrevs av Wu 1990. Hoplitis minuta ingår i släktet gnagbin, och familjen buksamlarbin. Inga underarter finns listade i Catalogue of Life.